# Kalleri
Kalleri (nep. कल्लेरी) – gaun wikas samiti w środkowej części Nepalu w strefie Bagmati w dystrykcie Dhading. Według nepalskiego spisu powszechnego z 2001 roku liczył on 1727 gospodarstw domowych i 9595 mieszkańców (4851 kobiet i 4744 mężczyzn).